# Кирнан, Китти
Катери́на Бри́джид «Ки́тти» Ки́рнан (англ. Catherine Brigid «Kitty» Kiernan) (26 января 1893 — 25 июля 1945) — ирландка, широко известная как невеста Майкла Коллинза — убитого в 1922 году ирландского революционера, политического и военного деятеля, председателя временного правительства Ирландского Свободного государства.

## Ранние годы
Китти Кирнан родилась в Гранарде (графство Лонгфорд), Ирландия. Образование получила в монастыре Лорето в графстве Уиклоу. Она жила в очень обеспеченной семье с пятью сестрами и братом. Её родители Бриджит и Питер Кирнаны наслаждались счастливым браком и жизнь в семье была безоблачна, пока Китти не достигла подросткового возраста. В 1907 году в подростковом возрасте умирает одна из её сестёр-близнецов, а в следующем году с разницей в несколько месяцев умирают оба её родителя. В 1909 году семья была ещё больше опустошена смертью второй сестры-близнеца.
Кирнаны владели в городе отелем Greville Arms, продуктовым магазином, скобяной лавкой, лесопилкой и баром. В отеле семья устроила пекарню, которая снабжала город и большую часть окрестностей.

## Отношения с Майклом Джоном (Миком) Коллинзом
Майкл Коллинз, один из основателей Ирландского Свободного государства, был представлен сестрам Кирнан своим двоюродным братом Гиройдом О’Салливаном, который уже встречался с Мод Кирнан. Коллинз изначально влюбился в Хелен, но она уже была помолвлена. Затем Коллинз обратил внимание на Китти, она с ним обручилась и собиралась выйти замуж в ноябре 1922 года. Планировалась двойная церемония, включающая бракосочетание и Мод с Гиройдом. Смерть Коллинза привела к тому, что состоялась лишь одна свадьба.

## Последующая жизнь и смерть
В 1925 году Китти вышла замуж за генерал-квартирмейстера ирландской армии Феликса Кронина. У них было два сына, второго из которых они назвали Майкл Коллинз Кронин — в память о Майкле Коллинзе. Первого ребёнка звали Феликс Кронин, он и его сын Рекс (Феликс) похоронены рядом с Китти и Феликсом.
Китти Кирнан скончалась 24 июля 1945 года и была похоронена на кладбище Гласневин, Дублин, недалеко от могилы Коллинза. Феликс Кронин был похоронен там же девятнадцатью годами спустя. Причиной смерти Китти стала Брайтова болезнь (нефрит) — как и у всех её братьев и сестер.

## Переписка
Китти Кирнан и Майкл Коллинз вели длительную переписку, и пока Коллинз был в Лондоне во время переговоров по Англо-Ирландскому договору, он писал ей каждый день. Эти письма стали основой книги Леона О’Броин «В большой спешке».Переписка прервалась, когда 22 августа 1922 года Коллинз был убит в возрасте 31 года близ города Бандона в графстве Корк, Ирландия.
В 2000 году некоторые из 300 писем, отправленных Кирнан и Коллинзом друг другу, были выставлены на постоянной экспозиции в Общественном музее Корка. Эти письма создают подробное представление об отношении Китти к жизни и политическим событиям того времени.
Бывший министр иностранных дел Ирландии Питер Барри передал музею свою коллекцию исторических писем. Коллекция Питера Барри содержит письма от Гарри Боланда, друга Коллинза и бывшего поклонника Китти Кирнан
Коллекция, приобретенная в 1995 году у семьи Кронин, была сохранена в переплете Дельмаса в библиотеке Марша (Marsh’s Library) в Дублине. письма были каталогизированы, а затем возвращены в публичный Общественный музей Корка.
Существует также ряд писем адресованных Коллинзу и Кирнан от третьих лиц.
Основная часть писем Коллинза и Кирнан датированы относятся к периоду с 1919 по 1922 год, и благодаря их почти ежедневной переписке раскрывают картину мечтаний и устремлений человека, которого часто называют «потерянным лидером» Ирландии, и женщины, с которой он хотел разделить «нормальную» жизнь.
Их переписка представляет собой уникальный и показательный портрет широко известного мужчины и простой женщины, ставшей необыкновенной в силу трагических обстоятельств"- утверждают в Общественном музее Корка.

## В культуре
В 1996 году в фильме «Майкл Коллинз» роль Кэтти Кирнан сыграла американская актриса Джулия Робертс. Однако некоторые рецензенты критически отнеслись к её персонажу.
В честь Китти Кирнан названо большое количество ирландских пабов.